# Marina veneciana

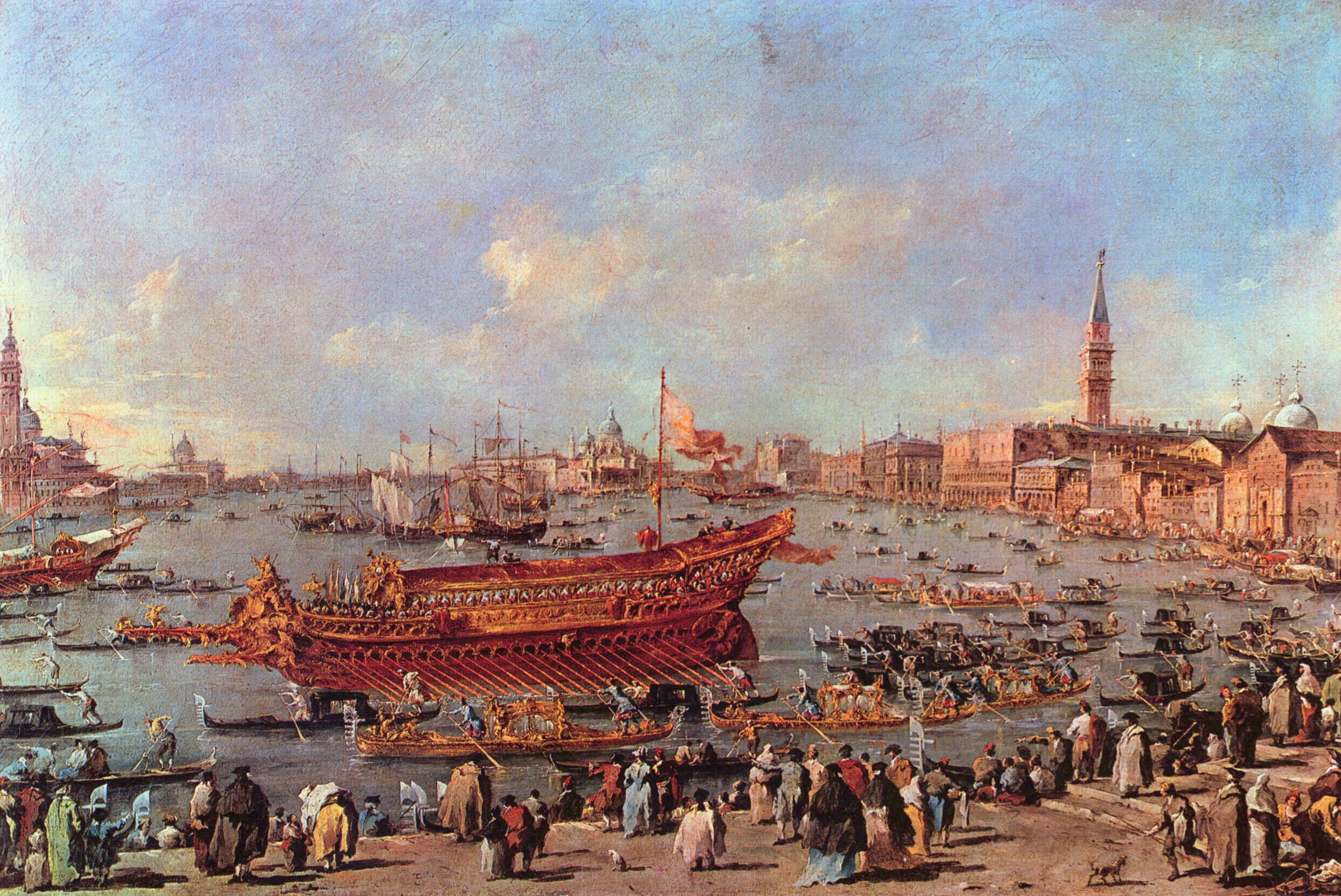
Partida del Bucintoro rumb a San Nicolò di Lido el dia de l'Ascensió (ca. 1776-1770), oli sobre tela de Francesco Guardi

La marina veneciana (venecià: Armada) fou la marina de la República de Venècia. Tingué un paper important en la història de la república i de la regió mediterrània. Fou la marina més poderosa del mar Mediterrani durant molts segles, entre l'edat mitjana i l'edat moderna, i permeté a Venècia exercir un control i una influència sobre el comerç i la política molt superior al que caldria esperar d'una república d'aquesta mida i població. Fou una de les primeres marines a portar armes de foc a les naus. El seu sistema de drassanes, arsenals i comerciants d'efectes navals feia que pogués tenir naus a la mar en tot moment i substituir qualsevol pèrdua amb rapidesa. L'Arsenal de Venècia, una de les majors concentracions de capacitat industrial abans de la revolució industrial, representava el gros de la potència naval de la república.
Esperonada per la seva rivalitat amb l'Imperi Romà d'Orient i, posteriorment, les repúbliques marítimes de Pisa i Gènova en la competència pel comerç amb el Llevant, de vegades era innovadora en aspectes tècnics i conservadora en aspectes operatius. Després de la caiguda de Constantinoble, tingué un paper clau en la contenció de l'expansió de l'Imperi Otomà per via marítima durant més de tres segles. El llarg declivi de la marina reflectí el de la república, des del segle xvi fins a la capitulació de la ciutat a Napoleó el 1797.